# Beirneola carissima
Beirneola carissima är en insektsart som beskrevs av Fowler 1900. Beirneola carissima ingår i släktet Beirneola och familjen dvärgstritar. Inga underarter finns listade i Catalogue of Life.